# Fi d'una glacera

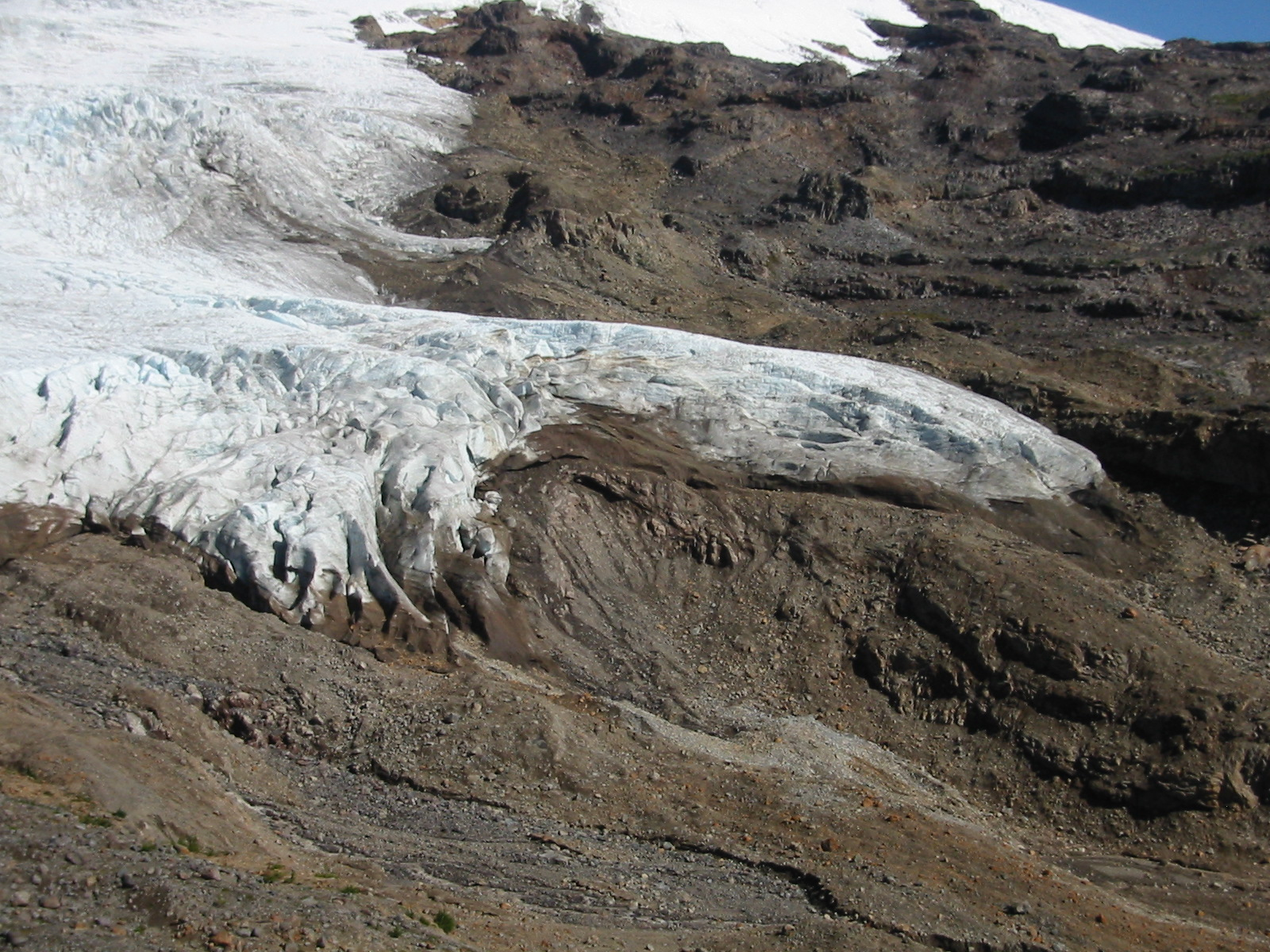
Una fi de glacera

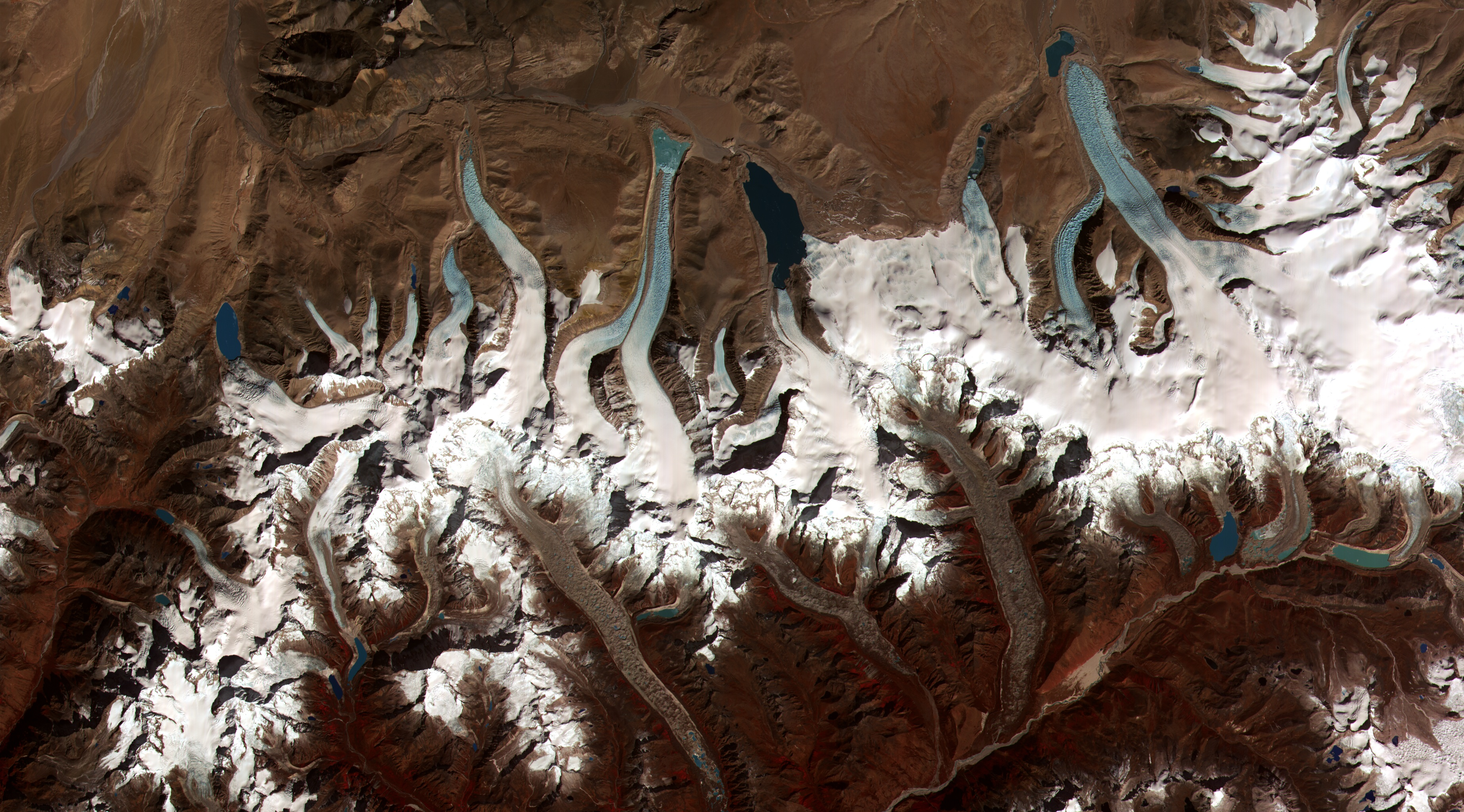
Vista per satèl·lit dels canvis d'una fi de glacera a Bhutan-Himalaya.

La fi d'una glacera, o snout en anglès, és la part final d'una glacera en un moment determinat. Encara que les glaceres sembla que no es moguin, en realitat estan contínuament en moviment i la fi de glacera sempre està avançant o retrocedint. La localització de la fi de glacera normalment està directament relacionada amb el balanç de massa d'aquesta, que al seu torn es basa de la quantitat de neu que cau a la zona d'acumulació de la glacera i la quantitat que es fon a la zona d'ablació. La posició d'una fi de glacera també depèn dels canvis de temperatura locals o regionals al llarg del temps.

## Traçament
El traçament dels canvis en la localització d'una fi de glacera és un mètode per a monitorar el moviment d'una glacera. Es fan mesures periòdiques al llarg del temps de la fi de glacera des d'una posició fixa de la base rocosa propera. De la diferència de la localització de la fi de glacera respecte a la seva posició fixada a diferents intervals de temps se n'obté un registre dels canvis de la glacera. Una altra manera de traçar el canvi d'una glacera és comparant fotografies de la posició de la glacera en moments diferents.
La forma d'una fi de glacera està determinada per diferents factors. Si la glacera està retrocedint acostuma a tenir un pendent suau perquè una glacera fonent-se tendeix a aquesta forma. Però hi ha moltes condicions que poden alterar aquesta forma típica, incloent la presència de camps tèrmics i diverses tensions que causen fractures i noves fusions que poden provocar despreniments i altres.
La fotografia mostra els llacs glacials originats per la fusió d'una glacera a la zona de Bhutan-Himalaya.

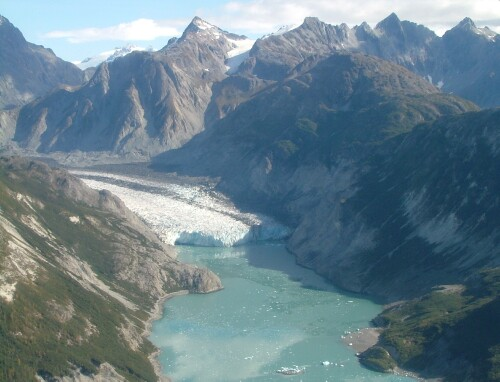
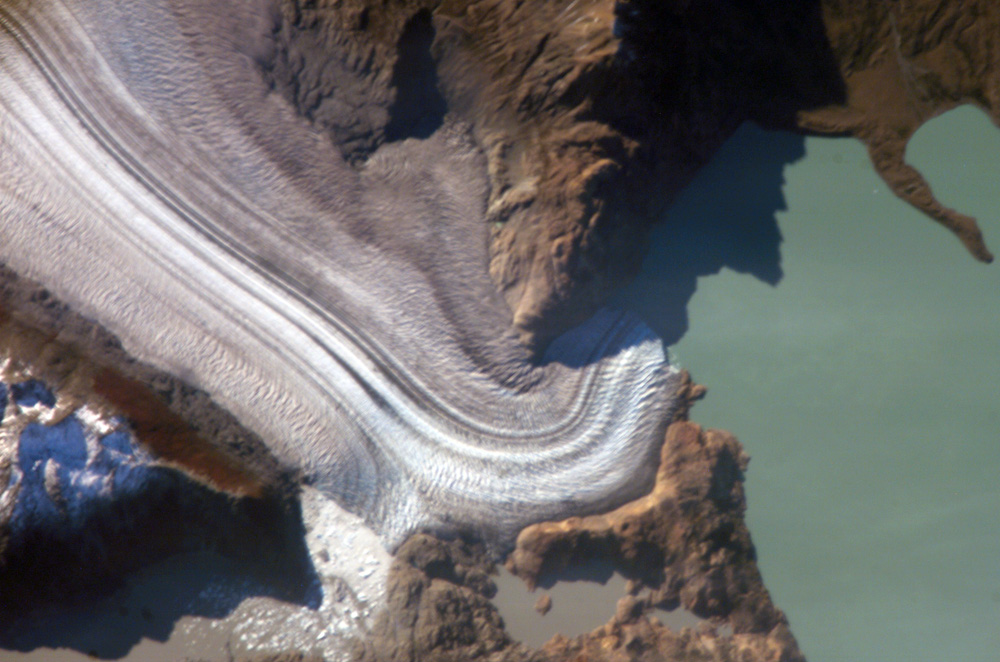
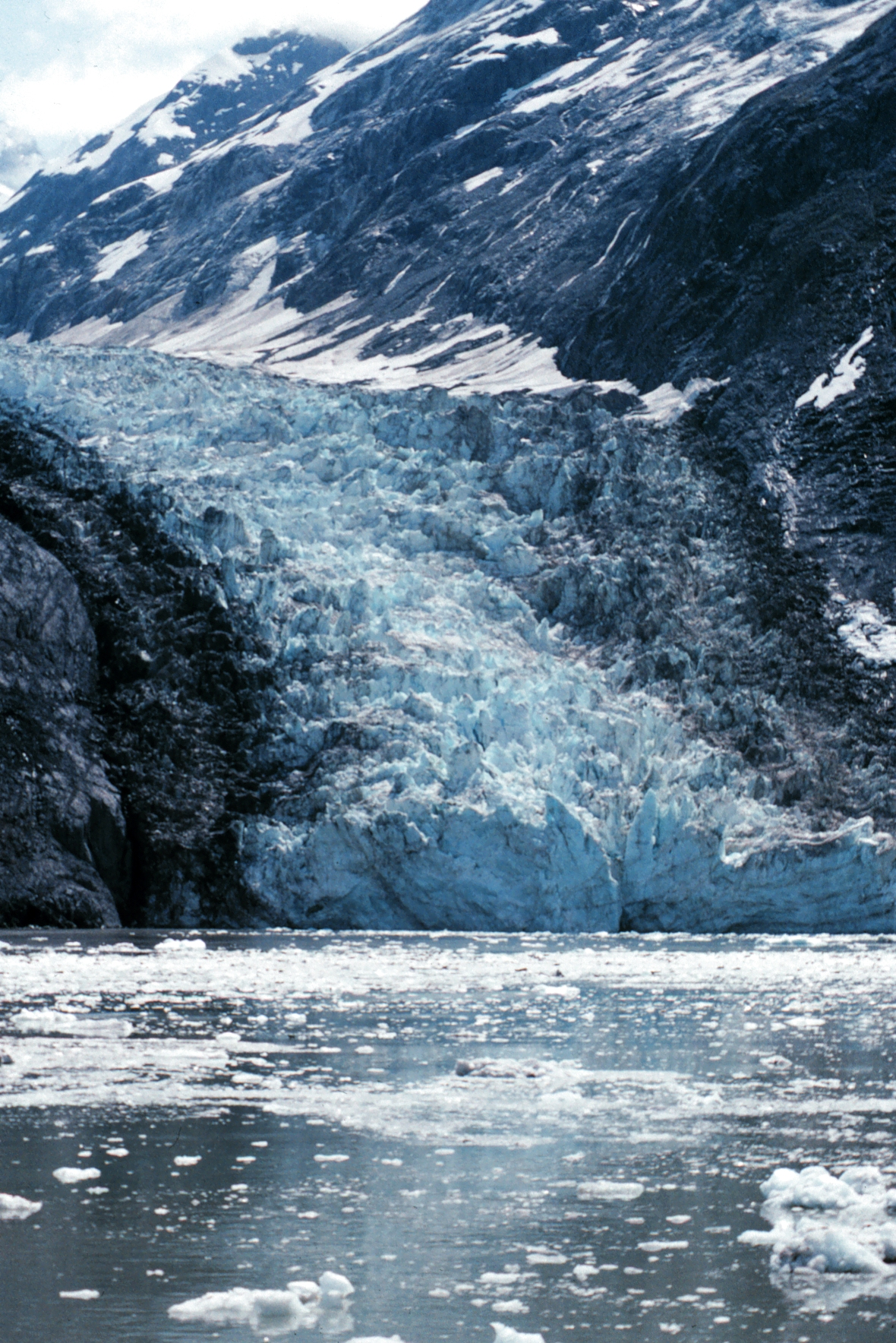